# Seebergspitze
La Seebergspitze est une montagne qui s’élève à 2 085 m d’altitude dans les Karwendel, en Autriche.